# Межевое (Ясиноватский район)
Межево́е (укр. Межове) — село на Украине, находится в Ясиноватском районе Донецкой области.
Код КОАТУУ — 1425583203. Население по переписи 2001 года составляет 36 человек. Почтовый индекс — 86024. Телефонный код — 6236.

## Адрес местного совета
86024, Донецкая область, Ясиноватский р-н, с. Новосёловка Первая, ул. Первомайская